# Coturnix gomerae
Coturnix gomerae je izumrla vrsta prepelice koja je živjela na Kanarskim otocima. Opisana je 1993. prema fosilnim nalazima kosti s otoka  Bujero del Silos i La Gomera.
Kasnije su nađeni i fosilni ostaci na otocima El Hierro, La Palma, Tenerife i Fuerteventura, što je dokaz da je i tamo obitavala. Također je moguće da je živjela i na otocima Gran Canaria i Lanzarote, ali tu nisu nađeni fosilni nalazi. I kad su ljudi naselili Kanarske otoke, još je uvijek bila prisutna tamo. Mogući uzrok izumiranja su mačke i štakori, koji su se tamo raširili u 15. stoljeću, kao i kod izumiranja nekih drugih manjih ptica.
Imala je manja krila i dulje noge od obične prepelice, pa najvjerojatnije je bila samo djelomično sposobna za let. Bila je teška oko 150 grama.
Pronađeni su zapisi iz prvih godina dolaska ljudi na ove otoke (15. stoljeće), koji govore o ptici čiji opis odgovara ovoj vrsti prepelice. To podržava ideju o njezinom, u to vrijeme, nedavnom izumiranju.